# Córdoba (provins i Argentina)
 For alternative betydninger, se Cordoba (flertydig). (Se også artikler, som begynder med Cordoba)
Provinsen Córdoba (spansk: Provincia de Córdoba) er en provins i den nordlige del af Argentina. Provinsen har et areal på 165.321 km2
og et befolkningstal på ca. 3.840.905 (2022) indbyggere. Naboprovinserne er Provincia de Santiago del Estero, Provincia de Santa Fe, Provincia de Buenos Aires, La Pampa, Provincia de San Luis, Provincia de La Rioja, Argentina og Catamarca.
Provinshovedstaden hedder Córdoba.